# Kings of the Slide Guitar
Kings of the Slide Guitar è un album discografico split di Hound Dog Taylor e Johnny Littlejohn, pubblicato dall'etichetta discografica JSP Records nel 1984.

## Tracce
Lato A
Hound Dog Taylor
Testi e musiche di Hound Dog Taylor.
1. Watch Out – Registrato (circa) nel settembre 1967 a Chicago (Illinois)
2. Hound Dog – Registrato (circa) nel settembre 1967 a Chicago (Illinois)
3. Scrappin' – Registrato (circa) nel settembre 1967 a Chicago (Illinois)
4. Sittin' Here Alone – Registrato (circa) nel settembre 1967 a Chicago (Illinois)
5. Down Home Special – Registrato (circa) nel settembre 1967 a Chicago (Illinois)

Lato B
John Littlejohn
1. What in the World (You Gonna Do) (John L. Funcauss, Menard Rogers) – Registrato nell'agosto del 1966 a Chicago (Illinois)
2. Can't Be Still (Menard Rogers) – Registrato nell'agosto del 1966 a Chicago (Illinois)
3. Bloody Tears (Willie Dixon) – Registrato nel 1968 a Chicago (Illinois)
4. I Had a Dream – Registrato il 2 febbraio 1969 a Chicago (Illinois)
5. When I Think About My Baby – Registrato il 2 febbraio 1969 a Chicago (Illinois)
6. Keep on Running – Registrato il 2 febbraio 1969 a Chicago (Illinois)
7. She's Too Much – Registrato il 2 febbraio 1969 a Chicago (Illinois)

## Musicisti
Watch Out / Hound Dog / Scrappin' / Sittin' Here Alone / Down Home Special
- Hound Dog Taylor - voce, chitarra
- Walter Horton - armonica
- Lafayette Leake - pianoforte
- Lee Jackson - basso
- Robert Whitehead - batteria

What in the World (You Gonna Do) / Can't Be Still
- John Littlejohn - voce, chitarra
- Menard Rogers - sassofono tenore, voce
- Allan Batts - organo
- Jesse Blackful - basso
- Herbert White - batteria
- Menard Rogers - produttore

Bloody Tears
- John Littlejohn - voce, chitarra
- Abb Locke - sassofono tenore
- Lafayette Leake - pianoforte
- (probabile) Johnny Twist Williams - chitarra
- Calvin Jones - basso
- Bill Warren - batteria
- O.L. Coleman - produttore

'I Had a Dream / When I Think About My Baby / Keep on Running / She's Too Much
- John Littlejohn - voce, chitarra
- Mighty Joe Young - chitarra
- Donald Hankins - sassofoni
- Sylvester Boines - basso
- Hezekiah Roby - batteria